# Isle of Wight (альбом)
Isle of Wight – концертный альбом Джимми Хендрикса,  выпущенный в 1971 году уже после его смерти.

## Об альбоме
Концерт проходил на рок-фестивале Isle of Wight, в августе 1970 года. Хендрикс играл все старые хиты, хотя хотел включить новые песни, но фанаты и публика не желали видеть его в новом амплуа. Аппаратура была ужасающей, скрежет усилителей убивал все его старания. В итоге в конце программы он просто напросто разбил гитару об сцену и ушёл из зала недовольный. Микшированием звука занимались Чарли Уоткинс из WEM Audiomasters и помогавший ему Дэвид Гилмор.
«Foxey Lady» Хендрикс посвятил «чуваку с серебристым лицом» — Нику Тёрнеру, находившемуся в толпе.
Альбом содержит шесть треков. Продолжительность: 33 мин. 23 сек. Все песни написаны Хендриксом, кроме отмеченных.

## Список композиций
| №  | Название                               | Длительность |
| -- | -------------------------------------- | ------------ |
| 1. | «Midnight Lightning»                   | 7:14         |
| 2. | «Foxy Lady»                            | 8:54         |
| 3. | «Lover Man»                            | 3:04         |
| 4. | «Freedom»                              | 4:18         |
| 5. | «All Along the Watchtower» (Боб Дилан) | 4:28         |
| 6. | «In From The Storm»                    | 6:05         |

## Участники записи
- Джими Хендрикс – гитара, вокал
- Билли Кокс – бас-гитара
- Митч Митчелл – ударные